# 少花红柴胡
少花红柴胡（学名：Bupleurum scorzonerifolium f. pauciflorum）为伞形科柴胡属红柴胡下的一个变型。

## 扩展阅读
- 維基物種上的相關：少花红柴胡